# El Cuco
El Cuco är en ort i Mexiko.   Den ligger i kommunen San Marcos och delstaten Guerrero, i den södra delen av landet, 290 km söder om huvudstaden Mexico City. El Cuco ligger 119 meter över havet och antalet invånare är 348.
Terrängen runt El Cuco är kuperad åt nordost, men åt sydväst är den platt. Runt El Cuco är det ganska glesbefolkat, med 34 invånare per kvadratkilometer. Närmaste större samhälle är San Marcos, 4,3 km söder om El Cuco. Omgivningarna runt El Cuco är en mosaik av jordbruksmark och naturlig växtlighet.